# Marija Knežević
Marija Knežević (Beograd, 1963) srpska je pesnikinja, prozni pisac, prevodilac i profesor književnosti.

## Biografija
Rođena je 1963. godine u Beogradu. Diplomirala je na grupi za Opštu književnost i teoriju književnosti, Filološkog fakulteta u Beogradu i magistrirala Komparativnu književnost na Mičigen univerzitetu (Michigan State University) gde je i predavala kreativno pisanje u periodu 1996-2000. Između ostalih poslova, radila je i kao novinar u Radio Beogradu. Član je Srpskog književnog društva. Ima status samostalnog umetnika. Njene pesme, eseji, priče, prikazi i prevodi mogu se naći u gotovo svim domaćim i mnogim inostranim listovima i časopisima za književnost, kao i u velikom broju domaćih i stranih antologija.
O delu Marije Knežević pisali su brojni kritičari, između ostalih: Ljiljana Šop i Bogdan A. Popović, Zorica Bečanović-Nikolić, Jasmina Vrbavac, Tanja Kragujević, Aleksandar B. Laković, Radmila Lazić, Mirko Magarašević, Nikola Živanović, Aleksandar Jerkov, Ewa Zonnenberg, Mihailo Pantić, Svetlana Tomić...

## Nagrade
- Nagrada „Đura Jakšić” za knjigu pesama In tactum, 2006.
- Priča Bez straha od promene, iz knjige Fabula rasa, odabrana je da predstavlja Srbiju u godišnjem zborniku „Best European Fiction” za 2012. godinu (prevod Will Firth). Reč je o trećem tomu ove antologije koju svake godine objavljuje Dalkey Archive Press iz Ilinoisa.

## Knjige i prevodi
- Hrana za pse(roman u kratkim pričama, Matica srpska, Novi Sad, 1989)
- Elegijski saveti Juliji (poezija, BIGZ, Beograd, 1994)
- Stvari za ličnu upotrebu (poezija, “Prosveta”, Beograd, 1994)
- Doba Salome (poezija, “Prosveta”, Beograd, 1996)
- Moje drugo ti (poezija, “Vajat”, Beograd, 2001)
- Querida – elektronska prepiska sa Anikom Krstić iz bombardovanog Beograda (“Vajat”, Beograd, 2001)
- Dvadeset pesama o ljubavi i jedna ljubavna (poezija, RAD, Beograd, 2003)
- Knjiga o nedostajanju (eseji, Nezavisna izdanja Slobodana Mašića, Beograd, 2003)
- Das Buch vom Fehlen (izbor iz knjige eseja “Knjiga o nedostajanju”, Wieser Verlag, Wien, 2004, dvojezično izdanje, prevod na nemački: Goran Novaković)[1]
- Kasni sat (izbor i prevod poezije Čarlsa Simića, “Otkrovenje”, Beograd, 2000)
- Ekaterini (roman, “Filip Višnjić”, Beograd, 2005)
- In tactum (poezija, »Povelja«, Kraljevo, 2005)
- Uličarke (poezija, RAD, Beograd, 2007)
- Knjiga utisaka (kratki eseji, »Treći trg«, Beograd 2008)[2]
- Ekaterini (Czarne, Poland, 2008, prevod na poljski: Dorota Jovanka Ćirlić)[3]
- Fabula rasa (rad na knjizi je finansirao »KulturKontakt« iz Beča, samostalno izdanje autorke, 2008)
- Ekaterini (Wieser Verlag, Klagenfurt, 2009, prevod na nemački: Silvia Zimermann)[4]
- Ulicznice (»slowo/obraz terytoria«, Gdanjsk, prevod na poljski: Dorota Jovanka Ćirlić) (Ova knjiga je predstavljala Srbiju 2010. na Evropskom festivalu poezije Pesnik slobode koji organizuje grad Gdanjsk.)[5]
- Šen (poezija, MALI NEMO, Pančevo, 2011)[6]
- Roman Ekaterini je objavljen u Rusiji tokom 2011.
- Fabula rasa (priče, MALI NEMO, Pančevo, 2012)[7]
- Ekaterini (Istros Books, London, 2013, prevod na engleski: Will Firth)[8]
- Tehnika disanja, (izdavač „Povelja“, biblioteka „Stefan Prvovenčani“, Kraljevo, 2015)
- Auto, roman, izdavač Agora Zrenjanin, 2017.
- Moje drugo ti, odabrane pesme (Kontrast izdavaštvo, Beograd, 2019)
- Breathing Technique, izbor iz poezije, dvojezično izdanje, Zephyre Press, Masačusets, SAD, 2020.
- Krajnje pesme, poezija, Povelja Kraljevo, biblioteka „Stefan Prvovenčani”, 2020.
- Hvatač Sunca, roman, Presing, Mladenovac, 2023.[9][10]

## Spoljašnje veze
- „Intervju: Ja, Marija Knežević”. Kazaljka. Приступљено 22. 12. 2024.
- SKD/Marija Knežević
- Agon časopis/Marija Knežević
- Knjižara.com/Marija Knežević